# Валгума
Ва́лгума (устар. Валгун, Валгум-Эзерс, Валгум; латыш. Valguma ezers) — эвтрофное озеро субгляциального происхождения на северо-западной окраине Среднелатвийской низменности, располагается на территории Смардской волости Тукумского края (до 1 июля 2021 года — Энгурского края) Латвии. Площадь озера около 60,3 га (по другим данным — 50 га или 53,3 га). Глубина до 27 м, средняя — 10,4 м. Площадь водосборного бассейна — 198 км². С юга на северо-восток озеро пересекает нижнее течение реки Слоцене. В окрестностях озера на горе Лустужкалнс располагался охотничий дом герцога Якоба.